# Pumpwerk Schwelgern

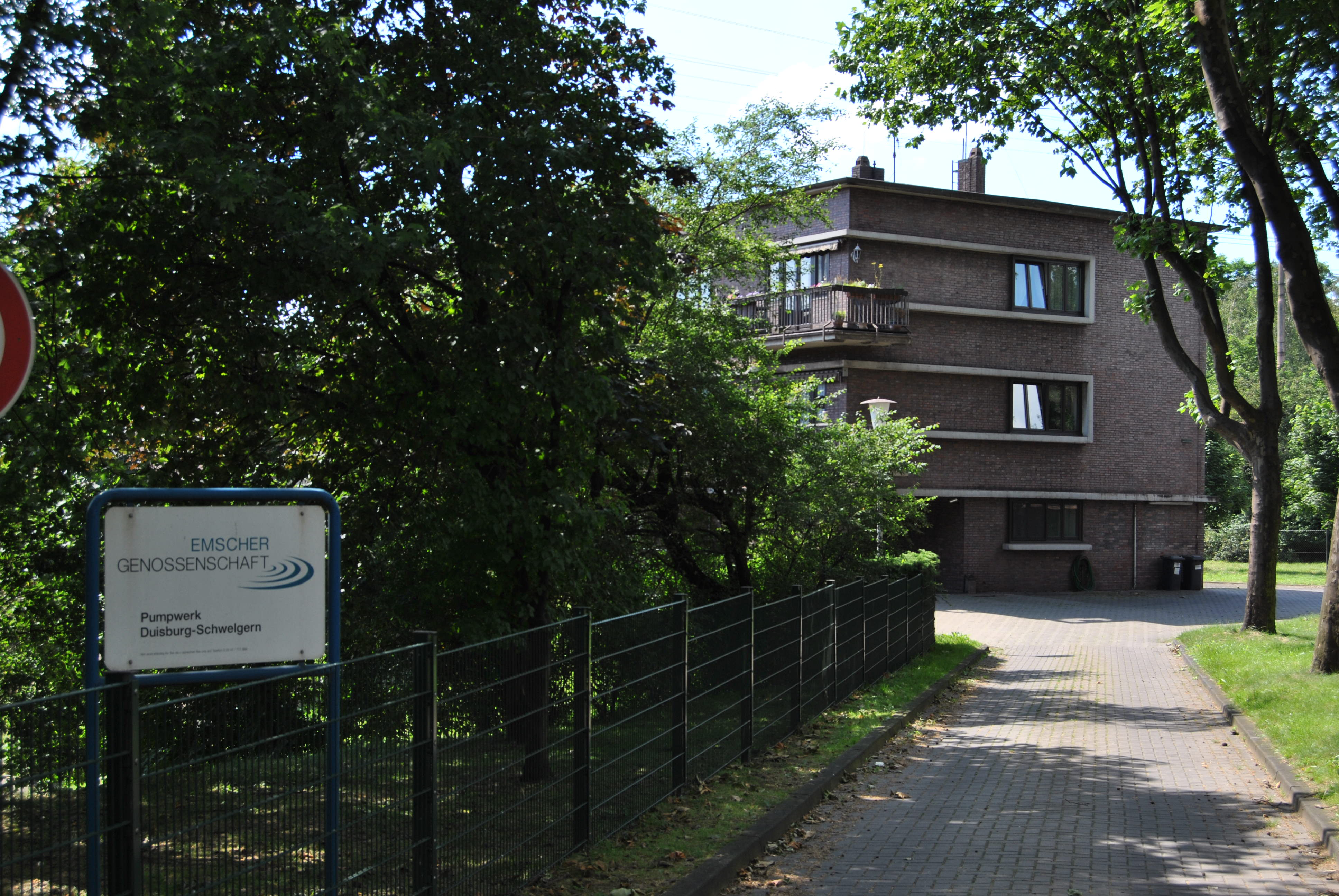
Pumpwerk Schwelgern

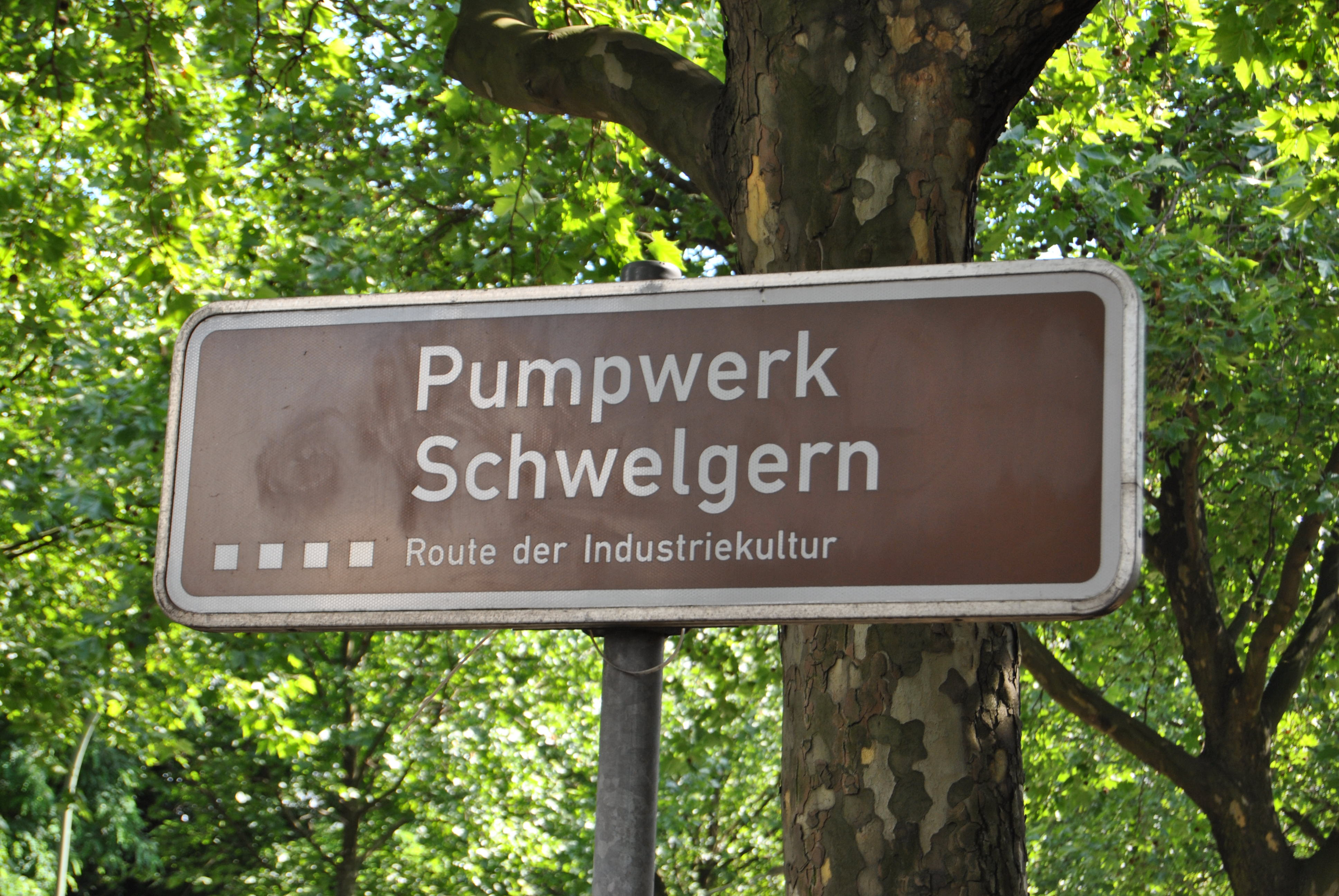

Das Pumpwerk Schwelgern ist ein 1927 errichtetes Wasserbauwerk im Duisburger Ortsteil Marxloh-Schwelgern.
Das Pumpwerk mit seiner ursprünglichen Gesamtleistung von 940 Kilowatt wurde nicht zur Entwässerung aufgrund von bergbaubedingten Senkungen errichtet, sondern entstand nach der Eindeichung des Rheins beim Hamborner Ortsteil Marxloh. Da das Wasser im Ortsteil nun nicht mehr von alleine abfließen konnte, musste es über den Deich gepumpt werden. Die Eindeichung war nach dem starken Rheinhochwasser von 1920 vorgenommen worden, die danach installierten provisorischen Pumpwerke wurden mit dem Neubau abgelöst. Als Nebeneffekt konnte der sumpfige Schwelgernbruch trockengelegt werden, daraus entstand der heutige Schwelgernpark. Mit einem Einzugsgebiet von 210 Hektar ist das Pumpwerk eines der kleinsten der Emschergenossenschaft.
Das Gebäude entwarf der Architekt Alfred Fischer, der auch das Pumpwerk Alte Emscher dreizehn Jahre zuvor und das Pumpwerk Schmidthorst zwei Jahre später entwarf. Das aus einfache geometrischen Grundformen bestehende Ensemble aus Pumpwerk, Wohngebäude und Büro wirkt wie einander durchdringende Kuben. Es ist im Stil der Neuen Sachlichkeit entstanden und wird durch die Fensterbänder waagerecht betont. Die Fassade ist komplett mit Oldenburger Klinkern verblendet. Die Gebäude wurden zugunsten der Gesamtwirkung als eine Einheit errichtet, wegen der Bergsenkungen wäre technisch eine getrennt gegründete Bebauung sinnvoller gewesen.
1981 wurde das Pumpwerk um ein kleineres Trockenwetterpumpwerk erweitert, 1999 stellte die Stadt Duisburg die Anlage unter Denkmalschutz. Das Pumpwerk Schwelgern ist Teil der Themenrouten 3, 13, 28 und 31 der Route der Industriekultur.